# Episodi di Sabrina, vita da strega (prima stagione)
La prima stagione della serie televisiva Sabrina, vita da strega è stata trasmessa negli Stati Uniti dalla ABC dal 27 settembre 1996 al 16 maggio 1997.
In Italia è stata trasmessa da Italia 1 dal 6 settembre 1999.
| nº | Titolo originale                     | Titolo italiano           | Prima TV USA      | Prima TV Italia   |
| -- | ------------------------------------ | ------------------------- | ----------------- | ----------------- |
| 1  | Pilot                                | La strega ragazzina       | 27 settembre 1996 | 6 settembre 1999  |
| 2  | Bundt Friday                         | Dolce magia               | 4 ottobre 1996    |                   |
| 3  | The True Adventures of Rudy Kazootie | Provaci ancora, Sabrina!  | 11 ottobre 1996   | 9 settembre 1999  |
| 4  | Terrible Things                      | La formula                | 18 ottobre 1996   | 8 settembre 1999  |
| 5  | A Halloween Story                    | Sosia magia               | 25 ottobre 1996   | 13 settembre 1999 |
| 6  | Dream Date                           | Il cavaliere di pasta     | 1º novembre 1996  |                   |
| 7  | Third Aunt From the Sun              | Vesta, zia della festa    | 8 novembre 1996   |                   |
| 8  | Magic Joel                           | Il mago                   | 15 novembre 1996  |                   |
| 9  | Geek Like Me                         | Scienziati per un giorno  | 22 novembre 1996  | 10 settembre 1999 |
| 10 | Sweet and Sour Victory               | Vittoria agrodolce        | 29 novembre 1996  |                   |
| 11 | A Girl and Her Cat                   | Gatto... ci cova !        | 13 dicembre 1996  |                   |
| 12 | Trial by Fury                        | Vendetta matematica       | 3 gennaio 1997    |                   |
| 13 | Jenny's Non-Dream                    | Sogni dell'altro mondo    | 10 gennaio 1997   |                   |
| 14 | Sabrina Through the Looking Glass    | Sabrina allo specchio     | 17 gennaio 1997   |                   |
| 15 | Hilda and Zelda: the Teenage Years   | Hilda e Zelda al concerto | 31 gennaio 1997   |                   |
| 16 | Mars Attracts                        | Amori marziani            | 7 febbraio 1997   |                   |
| 17 | First Kiss                           | Primo bacio               | 14 febbraio 1997  |                   |
| 18 | Sweet Charity                        | Buone azioni              | 7 marzo 1997      |                   |
| 19 | Cat Showdown                         | Mostra felina             | 21 marzo 1997     |                   |
| 20 | Meeting Dad's Girlfriend             | Eva contro Eva            | 4 aprile 1997     |                   |
| 21 | As Westbridge Turns                  | La vita è una soap-opera  | 25 aprile 1997    |                   |
| 22 | The Great Mistake                    | Il grande sbaglio         | 2 maggio 1997     |                   |
| 23 | The Crucible                         | Caccia alle streghe       | 9 maggio 1997     |                   |
| 24 | Troll Bride                          | La sposa del nano         | 16 maggio 1997    |                   |

## La strega ragazzina
- Titolo originale: Pilot
- Diretto da: Robby Benson
- Scritto da: Barney Cohen e Katheryn Wallack

### Trama
Sabrina, sedici anni appena compiuti, riceve dalle sue zie la notizia che ora lei è una strega a tutti gli effetti. La ragazza è incredula.
- Guest star: Bridget Flanery (Jill), Teller (Skippy), Deborah Harry (Cassandra), Robby Benson (Edward Spellman), Penn Jillette (Drell), Shaun Weiss (studente maschio), Ren Woods (signora Hecht), Melissa Murray (CeeCee)

## Dolce magia
- Titolo originale: Bundt Friday
- Diretto da: Gary Alvorson
- Scritto da: Norman Safford Vela

### Trama
Per farle confessare delle bugie, Sabrina offre a Libby un dolce della verità. Ma ne mangia uno anche Jenny, che ammette di essere molto interessata ad Harvey.
- Guest star: Bridget Flanery (Jill), Phillip Glasser (Studente #2), Ella Joyce (Mrs. Bozigian), Eddie Allee (consigliere guida), Ariel Felix (insegnante), Melissa Murray (CeeCee), Tom McGowan (Principale Larue)

## Provaci ancora Sabrina
- Titolo originale: The True Adventures of Rudy Kazootie
- Diretto da: Gail Mancuso
- Scritto da: Renee Phillips e Carrie Honigblum

### Trama
Mentre fa la baby sitter a un bimbo, Sabrina per errore lo trasforma in un ragazzino. E presa dal panico corre dalle zie perché la aiutino.
- Guest star: Randy Travis (se stesso), Eddie Cibrian (se stesso), Frank Conniff (bambino "grande"), Beth Kennedy (Carol), Jim Hanks (Jerry), Geoff Witcher (voce del commentatore sportivo)

## La formula
- Titolo originale: Terrible Things
- Diretto da: Gary Halvorson
- Scritto da: John Sherman

### Trama
Dimenticandosi che una strega non deve intromettersi nel destino altrui, Sabrina realizza a loro insaputa i sogni di Jenny, Harvey e Pool. E combina un pasticcio.
- Guest star: Tom McGowan (Principale Lurie), Milo Ventimiglia (campione), Sara Van Horn (Marge), Marion C. Jones II (Randy il distruttore), James D. Fields (Studente fotografo), Penn Jillette (Drell)

## Sosia magia
- Titolo originale: A Halloween Story
- Diretto da: Gary Halvorson
- Scritto da: Nell Scovell

### Trama
Costretta a partecipare a una riunione di famiglia mentre Harvey dà un party, Sabrina trova la soluzione: manda alla festa un suo clone, che però sa dire solo tre frasi.
- Guest star: Sally Jesse Raphael (se stessa), Emily Hart (Amanda), Diane McBain (Granny), Robin Riker (Marigold), Linda Kesh (voce di M'Lady), Jay Kogen (signor Altree), Phillip Glasser (James Dean 2)

## Il cavaliere di pasta
- Titolo originale: Dream Date
- Diretto da: Gail Mancuso
- Scritto da: Rachel Lipman

### Trama
Visto che Harvey andrà al ballo con Libby, Sabrina decide di disertare l'appuntamento. Ma le zie preparano per lei un perfetto 'cavaliere di pasta'.
- Guest star: Brian Austin Green (Chad Corey Dylan), Tom Wilson (Simon), Eddie Cibrian (Darryl), Nicole Bilderback (Sasha)

## Vesta, zia della festa
- Titolo originale: Third Aunt from the Sun
- Diretto da: Gary Halvorson
- Scritto da: Nick Bakay

### Trama
Sabrina riceve la visita inaspettata di zia Vesta, residente in un mondo chiamato 'Casa del Piacere', che la invita a trascorrere un week end da lei, facendole trascurare lo studio.
- Guest star: Raquel Welch (Vesta), Miquel Marcott (Cletus)

## Il mago
- Titolo originale: Magic Joel
- Diretto da: Peter Baldwin
- Scritto da: Norma Safford Vela

### Trama
Per attirare l'attenzione di Harvey, Sabrina diventa l'assistente del mago Joel. Ma i trucchi da lui usati falliscono miseramente e Sabrina lo fa diventare invisibile.
- Guest star: Persia White (Emma), Andrew Keegan (Joel), Paul Provenza (Ethan), Donald Adeosun Faison (Justin), Elizabeth Hart (Emma), Ally Holmes (Zoe)

## Scienziati per un giorno
- Titolo originale: Geek Like Me
- Diretto da: Gary Halvorson
- Scritto da: Rachel Lipman

### Trama
Stufa d'essere presa in giro da Libby, Sabrina la trasforma in una insopportabile secchiona. Ma Libby sfrutta la situazione a suo vantaggio.
- Guest star: Henry Cong (Sherman), Mark Fite (Cicerone), John Knight (Matt), Bridget Flanery (Jill), James D. Fields (Howard), Melissa Murray (CeeCee), Curtis Anderson (Gordie)

## Vittoria agrodolce
- Titolo originale: Sweet and Sour Victory
- Diretto da: Robby Benson
- Scritto da: Sam O'Neal e Neal Boushell

### Trama
Per fare colpo su Harvey, Sabrina usa i suoi poteri magici per diventare in un lampo, e sotto gli occhi allibiti di Pool, una campionessa di Kung Fu.
- Guest star: Cary-Hiroyuki Tagawa (Tai Wei Tse), Vien Hong (trofeo), Robert Dorfman (Gustav)

## Gatto... ci cova!
- Titolo originale: A Girl and Her Cat
- Diretto da: Brian K. Roberts
- Scritto da: Frank Conniff

### Trama
Salem, il gatto di Sabrina, scappa di casa infilandosi nel suo zainetto. La ragazza finge di non essere preoccupata, ma poi organizza una battuta per ritrovarlo.
- Guest star: Coolio (se stesso), Dana Gould (Monty), Seth Adkins (Rex), Joe O'Connor (Joe), Karia DeVito (Mary), Dave (Gruber), Allen (direttore della pizzeria), Kerry Norton (Luke), Billy West (voce di NEWT)